# Байсаровская волость
Байсаровская волость (тат. بايسار ۋولىٰسىٰ, Bajsar vulьsь, Байсар вулысы) — административно-территориальная единица в составе Оренбургской, Уфимской губерний и Татарской АССР. По состоянию на 1913 год волостное правление находилось в селении Байсарово. На 1910-е годы граничила с Амикеевской, Поисевской, Семиостровской, Старо-Мелькенской, Такталачукской, Актанышской волостями Мензелинского уезда и Илишевской волостью Бирского уезда.
Создана не позднее 1863 года в составе Мензелинского уезда Оренбургской губернии . С 1865 года в составе того же узда Уфимской губернии. В 1918 году селение Кичнарат перечислено в Старо-Мелькенскую волость.
По декрету «Об Автономной Татарской Социалистической Советской Республике» вошла в состав Мензелинского кантона Татарской АССР. В 1922 году из северных селений волости была выделена Старо-Курмашевская волость. В 1924 году укрупнена, в состав волости вошли селения Старо-Курмашевской волости, не вошедшие в Семиостровскую, Поисёвскую и Актанышскую укрупнённые волости.
По состоянию на 1930 год состояла из 12 сельсоветов: Старо-Байсаровский, Старо-Кадырметьевский, Якшеевский, Улимановский, Старо-Бугадинский, Ново-Бугадинский, Аккузовский, Менляровский, Сафаровский, Суранчакский, Сикиинский, Мастеевский.
В августе 1930 года при введении районного деления на всей территории Татарской АССР упразднена, все селения включены в состав Актанышского района.